# Constantin Dimitrescu-Severeanu
Constantin Dimitrescu-Severeanu (n. 1840 – d. 1930) a fost un chirurg român. A fost elevul lui Carol Davila și profesor la Facultatea de medicină din București. Are meritul de a fi format o școală chirugicală modernă, în a doua jumătate a secolul XIX. A înființat „Gazeta medico-chirugicală” (1870) și a contribuit la întemeiarea revistei „Progresul medical român”. A fost unul dintre primii medici care au introdus antisepsia listeriană în medicina românească, iar în 1897 a început să utilizeze razele X în chirurgie.

## Opera principală
- Observațiuni asupra fracturilor, 1869
- Utilizarea razelor X în chirugie, 1897